# Synagoga Staromiejska w Kownie
Synagoga Staromiejska w Kownie, zwana również zespołem synagogalnym (lit. Sinagoga senamiestyje) – bóżnica znajdująca się na Starym Mieście w Kownie przy ul. L. Zamenhofa (L. Zamenhofo g. 7). 
Została zbudowana w 1850 roku przez J. Niewiażskiego jako murowany parterowy budynek na planie prostokąta z nadbudową i wysokim dachem. Fasada została ozdobiona pilastrami, arkadami i gzymsami. We wnętrzu nawy świątyni znajduje się otoczona czterema słupanmi bima. W 1945 roku bóżnica została zamknięta dla wiernych, dopiero w latach 90. państwo litewskie zwróciło ją gminie żydowskiej. Obok synagogi (między ulicami Zamenhofa i Kurpiu) znajduje się kompleks budynków należących dawniej do lokalnego kahału:
- dom mieszkalny
- dwa spichlerze (1852–1860)

- W 2003 roku bóżnica przeszła gruntowny remont.